# Terra Digital
Terra Digital é o nome dado a um conceito do ex-vice-presidente americano Al Gore, em 1998, descrevendo uma representação virtual da Terra, georreferenciada e conectada aos arquivos de conhecimento digital deste mundo.

## Conceito

### Visão original
Em discurso preparado para o California Science Center em Los Angeles em 31 de janeiro de 1998, Gore descreveu um futuro digital em que todos os cidadãos do mundo (principalmente as crianças em idade escolar) - poderiam interagir com um globo virtual, giratório e tridimensional, gerado computacionalmente e com acesso a diversas informações científicas e culturais para ajudá-los a compreender a Terra e as atividades humanas. A maior parte desse estoque de conhecimento seria gratuita para todos na rede mundial de computadores, no entanto, deveria existir um mercado comercial de produtos e serviços relacionados, em parte para apoiar a infraestrutura dispendiosa que esse sistema exigiria. A origem da ideia remonta ao Geoscópio de Buckminster Fuller, uma grande tela esférica para representar fenômenos geográficos.
Embora ainda não tenha sido plenamento implementado, vários aspectos de sua proposta inicial foram realizados - por exemplo, navegadores geográficos virtuais do mundo como NASA World Wind, Google Earth e Bing Maps da Microsoft para aplicações comerciais, sociais e científicas. Mas o discurso de Gore delineou uma ligação verdadeiramente global e colaborativa de sistemas que ainda não ocorreram. A Terra Digital imaginada no discurso de Al Gore foi definida como uma "visão organizadora" para orientar cientistas e tecnicistas em direção a um objetivo compartilhado, prometendo avanços substanciais em muitas áreas científicas e de engenharia, semelhantes à superestrada da Informação.

### Uma visão emergente
Dois trechos notáveis da Declaração de Pequim sobre a Terra Digital, ratificada em 12 de setembro de 2009 no 6º Simpósio Internacional sobre Terra Digital em Pequim:
"A Terra Digital é parte integrante de outras tecnologias avançadas, incluindo: observação da Terra, sistemas de informação geográfica, sistemas de posicionamento global (GPS), redes de comunicação, redes de sensores, identificadores eletromagnéticos, realidade virtual, computação em grade, etc. É visto como um colaborador estratégico global para desenvolvimentos científicos e tecnológicos e será um catalisador na busca de soluções para questões científicas e sociais internacionais ".
"A Terra Digital deve desempenhar um papel estratégico e sustentável na abordagem de desafios à sociedade humana, como esgotamento de recursos naturais, insegurança em alimentos e água, escassez de energia, degradação ambiental, resposta a desastres naturais, explosão populacional e, em particular, mudanças climáticas globais".

### Terra digital de última geração
Um grupo de cientistas geográficos e ambientais internacionais, representantes do governo, da indústria e de universidades, reunidos pela Iniciativa Vespucci para o Avanço da Ciência da Informação Geográfica e pelo Centro Conjunto de Pesquisa da Comissão Europeia publicou recentemente "Next-Generation Terra Digital ", um documento de posicionamento que sugere seus oito elementos principais:
1. Não deve haver uma única Terra Digital, mas vários globos / infraestruturas conectadas que atendam às necessidades de diferentes públicos: cidadãos, comunidades, formuladores de políticas, cientistas e educadores.
2. Orientado a problemas: por exemplo, meio ambiente, saúde, áreas de benefício social e transparente sobre os impactos das tecnologias no meio ambiente
3. Permitir que a pesquisa no tempo e no espaço encontre situações semelhantes / analógicas com dados em tempo real de sensores e humanos (diferente do que o GIS existente pode fazer e diferente de adicionar funções analíticas a um globo virtual)
4. Fazer perguntas sobre mudança, identificação de anomalias no espaço nos domínios humano e ambiental (sinalize coisas que não são consistentes com o ambiente em tempo real)
5. Permitindo o acesso a dados, informações, serviços e modelos, bem como cenários e previsões: de consultas simples a análises complexas nos domínios ambientais e sociais.
6. Apoiar a visualização de conceitos abstratos e tipos de dados (por exemplo, baixa renda, problemas de saúde e semântica)
7. Baseado em acesso aberto e participação em várias plataformas tecnológicas e mídia (por exemplo, texto, voz e multimídia)
8. Envolvente, interativo, exploratório e um laboratório de aprendizado e de educação e ciência multidisciplinares.

## Principais desenvolvimentos
Um progresso significativo em direção à Terra Digital foi alcançado na última década, conforme coletado em um artigo de pesquisa de Mahdavi-Amiri et al., incluindo o trabalho nessas categorias:

### Infraestrutura de dados espaciais (SDI)
O número de infraestruturas de dados espaciais tem crescido constantemente desde o início dos anos 90, auxiliado em parte pelos padrões de interoperabilidade mantidos pelo Open Geospatial Consortium e pela International Organization for Standardization (ISO). Esforços recentes significativos para vincular e coordenar as IDE são a Infraestrutura de Informação Espacial na Europa (INSPIRE) e a Iniciativa UNSDI do Grupo de Trabalho de Informações Geográficas da ONU (UNIGWG). Entre 1998 e 2001, o Grupo de Trabalho Interagencial Digital da Terra (IDEW), presidido pela NASA, contribuiu para esse crescimento com um foco particular em questões de interoperabilidade, dando origem ao padrão Web Map Service, entre outros.

### Geonavegadores
O uso científico de geonavegadores com globos virtuais como o Google Earth, World Wind da NASA, e ESRI 's ArcGIS Explorador tem crescido significativamente, incluindo mudanças nas funcionalidades e o uso do formato KML tendo-se tornado o padrão de fato para visualizações globo. Inúmeros exemplos podem ser visualizados no Google Earth Outreach Showcase e nos aplicativos e applets de demonstração do World Wind Java.

### Redes de sensores
Geossensores são definidos como "... qualquer dispositivo que recebe e mede estímulos ambientais que podem ser geograficamente referenciados". Redes de grande escala de geossensores estão em funcionamento há muitos anos, medindo a superfície da Terra, os fenômenos hidrológicos e atmosféricos. O advento da Internet levou a uma grande expansão de tais redes,  e esforços como a Iniciativa do Sistema de Sistemas de Observação da Terra Global (GEOSS) visam conectá-los.

### Informações geográficas voluntárias (VGI)
O termo Informações Geográficas Voluntárias foi cunhado em 2007 pelo geógrafo Michael Goodchild, referindo-se ao crescente volume de conteúdo gerado por usuários sociais e científicos georreferenciados , sendo disponibilizado na Web por indivíduos e grupos especialistas e não especialistas. Esse fenômeno é visto como uma Geoweb emergente que fornece interfaces de programação de aplicativos (APIs) para desenvolvedores de software e um software de mapeamento da web cada vez mais fácil para cientistas e o público em geral.

### Comunidade internacional

#### Simpósios Internacionais sobre Terra Digital (ISDE)
Houve sete simpósios ISDE e três Cúpulas Digitais da Terra. Processos para muitos deles estão disponíveis. O 7º Simpósio foi realizado em Perth, Austrália Ocidental, em 2011. A 4ª Cúpula Digital da Terra foi realizada em Wellington, Nova Zelândia, em setembro de 2012.

#### Jornal Internacional da Terra Digital
O International Journal of Digital Earth é um periódico de pesquisa revisado por pares, lançado em 2008, preocupado com a ciência e a tecnologia do Digital Earth e suas aplicações em todas as principais disciplinas.

#### Sociedade Internacional para a Terra Digital
Esta é uma organização internacional não-política, não-governamental e sem fins lucrativos, principalmente para promoção de intercâmbios acadêmicos, inovação em ciência e tecnologia, educação e colaboração internacional.

### Modelo de referência digital da terra (DERM)
O termo Modelo Digital de Referência da Terra (DERM) foi cunhado por Tim Foresman no contexto de uma visão para uma plataforma geoespacial abrangente como um resumo do fluxo de informações em apoio à visão de Al Gore para uma Terra Digital. O modelo de referência do Digital Earth procura facilitar e promover o uso de informações georreferenciadas de várias fontes na Internet. Um modelo de referência digital da Terra define um quadro de referência global fixo para a Terra usando quatro princípios de um sistema digital, :
1. Particionamento discreto usando malha celular regular ou irregular, lado a lado ou Grade ;[22]
2. Aquisição de dados usando a teoria do processamento de sinais ( amostragem e quantização ) para atribuir valores binários de fontes analógicas contínuas ou outras fontes digitais às partições celulares discretas;
3. Uma ordem ou nomeação de células que podem fornecer indexação espacial exclusiva e endereço de localização geográfica ;[23]
4. Um conjunto de operações matemáticas baseadas na indexação para transformações algébricas, geométricas, booleanas e de processamento de imagens, etc.

## Contexto atual

### Estados Unidos
Os desenvolvimentos tecnológicos que suportam a atual estrutura tecnológica da Terra Digital podem ser atribuídos aos avanços da computação nos EUA derivados da competição da Guerra Fria, da corrida espacial e das inovações comerciais. Portanto, muitas inovações podem ser rastreadas para empresas que trabalham para o Departamento de Defesa ou NASA. No entanto, os fundamentos filosóficos da Terra Digital podem estar mais alinhados com o aumento da consciência das mudanças globais e a necessidade de entender melhor os conceitos de sustentabilidade para a sobrevivência do planeta. Essas raízes remontam a visionários como Buckminster Fuller, que propuseram o desenvolvimento de um GeoScope meio século atrás, análogo ao microscópio para examinar e melhorar nossa compreensão do planeta Terra.
Do outono de 1998 ao outono de 2000, a NASA liderou a iniciativa Digital Earth dos EUA em cooperação com suas agências governamentais parceiras, incluindo o Federal Geospatial Data Committee (FGDC). A atenção ao desenvolvimento de consenso de padrões, protocolos e ferramentas por meio de iniciativas cooperativas de bancadas de testes foi o processo principal para o avanço dessa iniciativa na comunidade governamental.
Em 1999, a NASA foi selecionada para liderar um novo Grupo de Trabalho Interagências Digitais da Terra (IDEW), devido à sua reputação de inovações tecnológicas e ao seu foco no estudo das mudanças planetárias. A nova iniciativa foi localizada no Escritório de Ciências da Terra da NASA. Esse foco titular foi considerado necessário para ajudar a alinhar mais de 17 agências governamentais e manter a sustentabilidade e os aplicativos orientados à Terra como um princípio orientador para a empresa Digital Earth. Componentes para o desenvolvimento de interfaces gráficas de usuário (GUIs) em 3D da Terra foram colocados em vários setores tecnológicos para estimular o apoio ao desenvolvimento cooperativo. Embora inicialmente limitados ao pessoal do governo, a indústria e o meio acadêmico foram os primeiros a assistir aos workshops da IDEW para discutir tópicos como visualização, fusão de informações, padrões e interoperabilidade, algoritmos computacionais avançados, bibliotecas digitais e museus. Em março de 2000, em uma reunião especial da IDEW organizada pela Oracle Corporation em Herndon, Virgínia, representantes do setor demonstraram vários protótipos de visualização 3D promissores. Em dois anos, eles cativaram o público internacional, incluindo Kofi Annan e Colin Powell, nos setores de governo, negócios, ciência e mídia que começaram a comprar os primeiros navegadores geográficos comerciais. Assim como a espetacular fotografia Apollo do Earthrise forneceu uma imagem inspiradora centrada na Terra para as novas gerações apreciarem a fragilidade da nossa biosfera, a Terra Digital 3D começou a inspirar um número crescente de pessoas à possibilidade de entender melhor e possivelmente salvar nosso planeta. A introdução de dados de satélite em caixas de ferramentas espaciais acessíveis comercialmente aumentou significativamente a capacidade de mapear, monitorar e gerenciar os recursos do nosso planeta e fornecer uma perspectiva unificadora da visão da Terra Digital.
Depois que Al Gore perdeu a eleição presidencial de 2000, o novo governo considerou o nome Digital Earth como uma bandeira política. O Digital Earth foi relegado a um status minoritário no FGDC, usado principalmente para definir modelos de referência de visualização em 3D.

### China
Em 1999, com o apoio total do governo chinês, o Simpósio Internacional inaugural sobre a Terra Digital em Pequim proporcionou um local para o amplo apoio internacional à implementação da visão da Terra Digital da Gore apresentada um ano antes. Centenas de cidades terrestres digitais criadas por governos e universidades resultaram.     Na China, o Digital Earth se tornou uma metáfora para modernização e automação com computadores, levando à sua incorporação em um plano de modernização de cinco anos. Originárias da comunidade de sensoriamento remoto por satélite da China, as proezas do Digital Earth se espalharam para uma variedade de aplicações, incluindo previsões de inundações, modelagem de nuvens de poeira, avaliações ambientais e planejamento da cidade. A China tem sido onipresente em todas as conferências internacionais do Digital Earth desde então e fundou recentemente a Sociedade Internacional para o Digital Earth, uma das primeiras ONGs criadas pela Academia Chinesa de Ciências. Em 2009, o Simpósio Internacional sobre Terra Digital retornou a Pequim para seu sexto encontro.

### Nações Unidas
Em 2000, o Programa das Nações Unidas para o Meio Ambiente (PNUMA) avançou a Terra Digital para melhorar o acesso dos tomadores de decisão às informações do então secretário-geral Kofi Annan e do Conselho de Segurança das Nações Unidas. O PNUMA promoveu o uso de tecnologias geoespaciais baseadas na Web com a capacidade de acessar as informações ambientais do mundo, em associação com questões de políticas econômicas e sociais. Uma reorganização dos recursos de dados e informações do PNUMA foi iniciada em 2001, com base na arquitetura GSDI / DE para uma rede de bancos de dados distribuídos e interoperáveis, criando uma estrutura de servidores vinculados. O conceito de design foi baseado no uso de uma rede crescente de software de mapeamento da Internet e conteúdo de banco de dados com recursos avançados para vincular ferramentas e aplicativos GIS. O UNEP.net, lançado em fevereiro de 2001, forneceu aos funcionários da ONU uma facilidade incomparável para acessar recursos de dados ambientais autorizados e um exemplo visível para outros membros da comunidade da ONU. No entanto, não existia uma interface de usuário universal para o UNEP.net, adequada para membros do Conselho de Segurança, que não são cientistas. O PNUMA começou a testar ativamente protótipos para um navegador geográfico do PNUMA a partir de meados de 2001, com uma vitrine para a comunidade africana exibida na 5ª Conferência Africana de SIG em Nairóbi, Quênia, novembro de 2001. A Keyhole Technology, Inc. (posteriormente adquirida em 2004 pelo Google e se tornar o Google Earth ) foi contratada para desenvolver e demonstrar a primeira Terra Digital interativa em 3D em todo o mundo, usando dados de fluxo da Web de um banco de dados distribuído localizado em servidores ao redor do planeta. Um esforço conjunto dentro da comunidade da ONU, por meio do Grupo de Trabalho de Informações Geográficas (UNGIWG), foi seguido imediatamente, incluindo a compra dos primeiros sistemas Keyhole até 2002. O PNUMA forneceu outras demonstrações públicas para esse sistema digital da Terra na Cúpula Mundial sobre Desenvolvimento Sustentável, em setembro de 2002, em Joanesburgo, África do Sul. Na busca de uma abordagem de engenharia para o desenvolvimento de todo o sistema do modelo Digital Earth, foram feitas recomendações na 3ª Reunião do UNGIWG, junho de 2002, Washington, DC, para a criação de um documento sobre os Requisitos Funcionais do Usuário para navegadores geográficos. Essa proposta foi comunicada ao Secretariado do ISDE em Pequim e ao comitê organizador do 3º Simpósio Internacional sobre Terra Digital e o acordo foi alcançado pela Secretaria da Academia Chinesa de Ciências para sediar a primeira das duas reuniões de geo-navegador do Digital Earth.

### Japão
O Japão, liderado pela Universidade Keio e pela JAXA, também desempenhou um papel internacional de destaque na Terra Digital, ajudando a criar a Rede Ásia Digital com um secretariado localizado em Bangcoc para promover iniciativas e cooperação regional. Cidadãos na Província de Gifu carregam informações para programas Digital Earth em escala comunitária com seus smartphones em tópicos que vão desde as primeiras avistamentos de vaga-lumes na primavera até a localização de rampas de acesso para deficientes físicos.

## Tecnologias digitais da terra
- ADEPT - Protótipo Digital da Terra de Alexandria (1999–2004)
- Modelo de Referência de Terra Digital do Governo dos EUA (DERM)
- Modelo de Dados Espaciais Globais (GSDM)
- Pele Planetária: Uma plataforma global para uma nova Era de Colaboração
- Marketing digital China
- PYXIS WorldView Studio: plataforma Digital Earth para compartilhamento de dados de mapas

## Eventos
| Evento                       | Ano  | Localização                   | Tema                                                        |
| ---------------------------- | ---- | ----------------------------- | ----------------------------------------------------------- |
| ISDE 1                       | 1999 | Pequim, China                 | Movendo-se para a Terra Digital                             |
| ISDE 2                       | 2001 | New Brunswick, Canadá         | Além da infraestrutura de informações                       |
| ISDE 3                       | 2003 | Brno, República Tcheca        | Recursos de informação para sustentabilidade global         |
| ISDE 4                       | 2005 | Tóquio, Japão                 | Terra Digital como um Commons Global                        |
| Cimeira da Terra Digital '06 | 2006 | Auckland, Nova Zelândia       | Recursos de informação para sustentabilidade global         |
| ISDE 5                       | 2007 | Berkeley e São Francisco, EUA | Trazendo a Terra Digital para a Terra                       |
| Cimeira Digital da Terra '08 | 2008 | Potsdam, Alemanha             | Geoinformática: Ferramentas para Pesquisa de Mudança Global |
| ISDE 6                       | 2009 | Pequim, China                 | Terra digital em ação                                       |
| ISDE 7                       | 2011 | Perth, Austrália Ocidental    | ISDE7 A Geração de Conhecimento                             |
| Cúpula da Terra Digital '12  | 2012 | Wellington, Nova Zelândia     |                                                             |